# Хубиг, Герман
Герман Хубиг (нем. Hermann Hubig; 12 марта 1912, Фёльклинген, Германская империя — 5 ноября 1999, Иберлинген, Германия) — немецкий юрист, штурмбаннфюрер СС, командир айнзацкоманды 1b, входившей в состав айнзацгруппы A. После войны был сотрудником БНД.

## Биография
Герман Хубиг родился 12 марта 1912 года в Фёльклингене в семье шахтёра. С 1933 по 1936 год изучал юриспруденцию в Гейдельберге, Франкфурте и Тюбингене. 1 мая 1933 года вступил в НСДАП (билет № 2709693) и в том же году — в Штурмовые отряды (СА). 1 декабря 1935 года был зачислен в СС (№ 290303). С 1939 года состоял в лейтабшните СД в Праге. Впоследствии служил при руководителе полиции безопасности и СД в Праге. В сентябре 1941 года был зачислен в штаб айнзацгруппы A в Риге. С октября 1941 по май 1942 года руководил одной из частей айнзацгруппы. На этой должности принимал участие в расстрелах 200 психически больных женщин в Макарьевской пустыни. С июня по октябрь 1942 года руководил айнзацкомандой 1b в составе айнзацгруппы A. С декабря 1942 года служил в отделе IB в Главном управлении имперской безопасности (РСХА). С июня по 1 октября 1944 года проходил службу в организации «Цеппелин». С 1944 года служил в отделе VI B РСХА. 

### После войны
После войны скрылся под именем Ганса Халлера. До 1960-х годов работал на БНД. В это время против него проводились расследования. На допросах Хубиг заявил, что слышал об «эвакуации больницы» только «из разговоров», однако его водитель на допросе вспомнил как посещал психиатрическую больницу на оккупированной территории: 
Они лежали в кроватях и производили странное впечатление. Вонь была чудовищной. Помещение было грязным. Невозможно было описать эту картину.
 3 января 1968 года прокуратура города Констанц прекратила расследование.